# آزالانستات
آزالانستات (انگلیسی: Azalanstat) یک داروی ضد چاقی است که به عنوان مهارکننده لانوسترول ۱۴α-دمیلاز عمل می‌کند.